# Павловский сельский совет (Чаплинский район)
Павловский сельский совет (укр. Павлівська сільська рада) — входит в состав
Чаплинского района
Херсонской области
Украины.
Административный центр сельского совета находится в 
с. Павловка
.

## История
- 1869 — дата образования.

## Населённые пункты совета
- с. Павловка
- с. Нововладимировка